# София Доротея Вилхелмина Фридерика фон Хесен-Хомбург
София Мария Фридерика Шарлота фон Хесен-Хомбург (на немски: Sophia Maria Friderica Charlotte Landgraefin von Hessen-Homburg; * 18 февруари 1714, Оберзонтхайм, Щутгарт; † 2 май 1777, Унтергрьонинген, Щутгарт, Баден-Вюртемберг) е ландграфиня от Хесен-Хомбург, графиня на Лимпург, и чрез женитба графиня, от 1744 г. княгиня на Хоенлое-Бартенщайн. Тя е съ-наследничка на Лимпург-Зонтхайм.

## Биография
Тя е единствена дъщеря на ландграф Лудвиг Георг фон Хесен-Хомбург, господар на Вининген (* 10 януари 1693; † 1 март 1728) и съпругата му Кристиана Магдалена Юлиана фон Лимпург-Зонтхайм (* 25 юни 1683, Шпекфелд; † 2 февруари 1746, Оберзонтхайм), дъщеря на граф Фолрат Шенк фон Лимпург (1641 – 1713) и София Елеонора фон Лимпург-Гайлдорф (1655 – 1722), дъщеря на граф Йохан Вилхелм Шенк фон Лимпург (1607 – 1655) и графиня Мария Юлиана фон Хоенлое-Лангенбург (1623 – 1695). Внучка е на „принца фон Хомбург“ ландграф Фридрих II фон Хесен-Хомбург (1633 – 1708) и графиня София Сибила фон Лайнинген-Вестербург (1656 – 1724).
София Фридерика се омъжва за на 26 септември 1727 г. в Страсбург за граф, от 1744 г. княз, Карл Филип Франц фон Хоенлое-Бартенщайн (* 12 юли 1702, Ванфрид; † 1 март 1763, Вецлар), син на Филип Карл Каспар фон Хоенлое-Бартенщайн (1668 – 1729) и втората му съпруга ландграфиня София Леополдина фон Хесен-Рейнфелс-Ротенбург (1681 – 1724). Като графиня на Лимпург-Шпекфелд тя донася зестра права на собственостите в Оберброн и Нидерброн в Елзас. Понеже майка ѝ Кристина Магдалена е дъщеря наследничка на умрелия през 1713 г. последен граф на Лимпург, нейният съпруг чрез женитбата му по-късно получава също Грьонинген.
След смъртта на съпруга ѝ тя организира Господство в нейната територия Оберброн в Елзас, което става собственост на нейния внук Карл Йозеф (1766 – 1838).
София Фридерика умира на 2 май 1777 г. в Унтергрьонинген, Щутгарт, Баден-Вюртемберг, на 63 години и е погребана там.

## Деца
София Фридерика и Карл Филип Франц имат четирима сина:
- Лудвиг Карл Франц Леополд (* 15 ноември 1731, Зиген; † 14 юни 1799, Клайнхойбах), от 1 март 1763 г. княз на фон Хоенлое-Бартенщайн (1731 – 1799), женен на 6 май 1757 г. за графиня Поликсена фон Лимбург-Щирум (1738 – 1798)
- Клеменс Арманд Филип Ернст (* 31 декември 1732, Бартенщайн; † 1792, остров Гозо), губернатор на остров Гозо (1774 – 1792), малтийски рицар
- Йозеф Кристиан Франц (* 6 ноември 1740, Бартенщайн; † 21 януари 1817, Йоханесберг, Бохемия), от 1795 г. княжески епископ на Бреслау, херцог на Гроткау и княз на Найсе
- Кристиан Ернст Франц Ксавер (* 11 декември 1742, Бартенщайн; † 4 ноември 1819, Арнсберг)